# Huelga en las pequeñas acerías

La huelga en las pequeñas acerías (nombre original en inglés: Little Steel Strike) fue un conflicto laboral que comenzó el 26 de mayo de 1937 en los estados estadounidenses de Pensilvania, Ohio, Indiana e Illinois. Afectó a 20 plantas siderúrgicas y de laminación que empleaban aproximadamente a 92.000 trabajadores. La huelga, que se desarrolló con un particular encarnizamiento, fue derrumbándose paulatinamente después de que los tribunales y las autoridades estatales intervinieran a favor de la patronal, finalizando tras 64 días con la dura derrota del Comité Organizador de Trabajadores del Acero, el sindicato responsable de instigarla. Durante la huelga se produjeron varios enfrentamientos sangrientos entre los trabajadores por un lado y las fuerzas de seguridad de la empresa o la policía y la Guardia Nacional por el otro.

Logotipo de la United States Steel Corporation

Todavía se sigue celebrando anualmente una jornada conmemorativa frente a la fábrica de la compañía Republic Steel en Chicago para recordar los sucesos del 30 de mayo de 1937, conocidos como la Masacre del Día de los Caídos de 1937, y en los que diez manifestantes resultaron muertos al ser tiroteada la multitud por la policía de Chicago.

## Antecedentes, desarrollo y significado

### Origen del conflicto
En 1936, activistas asociados con el Comité para la Organización Industrial (CIO) habían comenzado a establecer un sindicato industrial que organizaría a todos los trabajadores empleados en la industria del acero en los Estados Unidos. Para ello, se formó en junio de 1936 el Comité Organizador de Trabajadores del Acero (SWOC), que al poco tiempo actuó de facto como sindicato y centró inicialmente sus recursos en las grandes factorías de U.S. Steel en el área de Pittsburgh y en el área de Chicago.
Para sorpresa de todos, la U.S. Steel aceptó a principios de marzo de 1937 al SWOC como ente negociador y representante de la fuerza laboral sin mayores reparos. Las empresas que dominaban la industria, U.S. Steel y Bethlehem Steel ya habían suscrito un acuerdo con el SWOC, pero la mayoría de las acerías más pequeñas acordaron en la primavera de 1937 enfrentarse al SWOC. Este grupo incluía esencialmente a Republic Steel (49.000 empleados), Inland Steel (11.000 empleados) y Youngstown Sheet & Tube (23.000 empleados). En particular, Thomas Girdler, el gerente de "Republic Steel", abogó públicamente por una confrontación violenta con el SWOC si fuera necesario, y comparó la situación de las pequeñas acerías con la "batalla de Verdún". El inminente conflicto entre el SWOC y los directivos de las pequeñas acerías también tuvo cierta importancia política, ya que estos últimos se encontraban entre los oponentes más agresivos a la "Ley Nacional de Relaciones Laborales" firmada por el presidente Franklin D. Roosvelt en 1935 (que prohibía específicamente a los empresarios sancionar la pertenencia a un sindicato con el despido, como había sido costumbre hasta entonces, y así "legalizar" por primera vez los sindicatos en Estados Unidos), y asumían firmemente que la Corte Suprema tarde o temprano declararía inconstitucional esta ley y la derogaría.
Después del acuerdo con U.S. Steel, el SWOC se acercó repetidamente a las empresas mencionadas hasta mayo de 1937 y les pidió que pactaran acuerdos similares, pero solo recibió respuestas negativas o el silencio por contestación. Entonces decidió poner en práctica el derecho de asociación de los trabajadores afectados mediante una huelga. Esta postura era arriesgada, ya que el SWOC generalmente solo contaba con una minoría de afiliados entre la fuerza laboral de las 20 plantas elegidas para iniciar la huelga. Sin embargo, se esperaba que el resto de los trabajadores, hasta entonces desorganizados, también se unirían a la huelga una vez que hubiera comenzado.

### Desarrollo de la huelga
La huelga comenzó el 26 de mayo. Inicialmente, el cálculo del SWOC parecía funcionar. Sin excepción, todas las fábricas que estaban en huelga quedaron paralizadas, ya que la mano de obra dejó de trabajar casi en su totalidad. La policía y unos pocos esquiroles (con la excepción de Chicago, donde la policía expulsó a los piquetes desde el principio) se vieron impotentes para restablecer la normalidad, ya que las fábricas solían estar acordonadas por miles miembros de los piquetes; y en ocasiones se habían levantado barricadas frente a las puertas principales. Sin embargo, las empresas también habían puesto el foco en estos “controles de acceso” como el eje legal de su respuesta. En los tribunales locales, sus abogados afirmaron con éxito que los cierres eran ilegales. En Washington se dirigieron al Comité de Correos del Senado sobre la "injerencia criminal" sobre el funcionamiento del servicio postal: en algunos casos, los piquetes a las puertas de la fábricas también habían impedido el paso a los carteros -sin saber que esto sería usado contra ellos en los tribunales. Las sucesivas instancias judiciales calificaron las acciones de los piquetes como "alteraciones del orden público" y/o "conducta desordenada".
El Tribunal Estatal de Ohio, a requerimiento de Republic Steel, llegó a declarar de forma explícita que únicamente era legal la presencia en la entrada de un centro de trabajo de un máximo de doce miembros de un piquete (y de solo dos en los accesos secundarios). Esta disposición ilegalizaba de hecho el paro de manera indirecta. Las fuerzas policiales levantaran los bloqueos de manera gradual y más o menos violenta, y en Ohio, el gobernador también recurrió a la Guardia Nacional con el mismo propósito. Como resultado, la mayoría de los trabajadores no sindicalizados volvieron al trabajo; y las empresas contrataron esquiroles en masa. En Ohio, la policía también cerró todas las oficinas del SWOC y arrestó a cientos de activistas después de que algunos de los trabajadores más radicalizados fueran detenidos mientras trataban de hacer estallar los equipos de una planta siderúrgica. En varias ciudades, los 'Comités de Ciudadanos' integrados por testaferros de las acerías lanzaron campañas a través de la prensa y la radio contra los 'agitadores extranjeros' que supuestamente lideraban la huelga. Se llegó a decir que el Comité para la Organización Industrial era una "organización rusa", y que ciudadanos inocentes sufrían las consecuencias bajo su "reino del terror".
La inesperada pasividad de las autoridades federales también paralizó a los huelguistas: John L. Lewis, jefe del CIO y el año anterior uno de los más importantes partidarios de Franklin D. Roosevelt en las elecciones presidenciales, había pedido al presidente después de los estallidos de violencia en Chicago y en otros lugares que cancelara los contratos del gobierno con las empresas en huelga y reprender públicamente a gerentes como Girdler por violar la Ley Nacional de Relaciones Laborales con el despido de trabajadores sindicados (lo que llevó a la ruptura entre Lewis y Roosevelt). El 17 de junio, Roosevelt simplemente nombró una "Junta Federal de Mediación del Acero" formada por tres personas, que fue ignorada en gran medida por todos los interesados. A finales de julio, el SWOC declaró terminadas las huelgas ya ineficaces en Inland Steel y en Youngstown Sheet & Tube; pero en Republic Steel se mantuvo el paro con el fin de exigir la readmisión de un puñado de activistas, cuya reincorporación la compañía rechazó de todos modos.

### Consecuencias
El SWOC, que se convirtió en el sindicato United Steelworkers en 1942, tardó varios años en recuperarse de esta derrota. Fue solo en la estela de la economía de guerra que comenzó en 1940/41, cuando encontró un seguimiento significativo en las fábricas que habían estado en huelga en 1937. Las pequeñas acerías fueron finalmente forzadas por el gobierno en 1942 a aceptar el marco de la regulación integral de las relaciones entre el capital y el trabajo establecida después de que Estados Unidos entrara en guerra, que contemplaba la formación de United Steelworkers como el representante reconocido de los trabajadores.
La "huelga en las pequeñas acerías" encontró, en lo que fue todo menos algo natural, una atención relativamente grande en la prensa. El Comité de Libertades Civiles del Senado, encabezado por Robert M. La Follette, desempeñó un papel importante en investigar y denunciar actos de violencia contra los trabajadores y los activistas sindicales, algunos de los cuales eran responsabilidad de las autoridades locales y estatales, y que en ocasiones fueron tolerados, incluidos asesinatos. Distintos escritores como Upton Sinclair (Little Steel, 1938), Meyer Levin (Citizens, 1940) y Marc Blitzstein (The Cradle Will Rock, 1937) reflejaron los acontecimientos de la huelga en su obra literaria.
En junio de 1937, el periodista e ilustrador de izquierdas William Gropper visitó la ciudad de Youngstown por encargo de la revista The Nation. A principios de julio, el semanario publicó los dibujos realizados para la ocasión junto con un texto de acompañamiento de Gropper. Este y otros informes ayudaron a interesar a un público más amplio en las condiciones de los "pueblos industriales" del Medio Oeste, donde la legislación del "New Deal" se había mantenido como una serie de disposiciones en gran parte teóricas. Entre otras cosas, Gropper señaló:
"Youngstown, Ohio, limita al norte con los terrenos de los propietarios de las fábricas, al sur con las acerías, al este con una sección lúgubre donde viven los trabajadores y al oeste con más casas de trabajadores. Policías y delegados armados recorren la ciudad en automóviles en busca de acción. Cerca de las entradas a las factorías los miembros de los piquetes en huelga caminan o se sientan día y noche. No muy lejos se encuentran policías delegados armados con pistolas, cartucheras y porras (...). Se llevan a cabo reuniones abiertas todas las noches; mujeres y niños, así como los huelguistas asisten a estas reuniones. Los discursos se pronuncian a través de camiones con altavoces del C.I.O. por líderes sindicales y otros simpatizantes de la huelga. (...) En East Federal Street, en un barrio pobre con gente de color de Youngstown, está la sede del sindicato de camioneros, que ha estado apoyando activamente la huelga. (...) Los camioneros también tienen su propio camión sonorizado en el que recorren la ciudad dando las últimas noticias y anunciando la hora y el lugar de las reuniones sindicales. Se niega el derecho de difusión por la radio a los huelguistas. (...) Al otro lado de la calle los huelguistas estaban celebrando una reunión. Los gritos fueron ahogados por el fuego de las balas. (...) Se produjeron más disparos de los rifles de la policía, y luego pasaron coches llenos de policías especiales, disparando a la masa de personas. (...) Según el periódico de la mañana siguiente, dos personas resultaron muertas y otras veintiocho heridas.“